# Vertiujeni
Vertiujeni – miejscowość i gmina w Mołdawii, w rejonie Florești. W 2014 roku liczyła 1649 mieszkańców.